# Platja de Rebolleres
La Platja de Rebolleres, se situa a la  parròquia de Candás, a la comarca del Cap de Penyes, en el concejo de Carreño, Astúries.

## Descripció
Realment més que una sola platja, Rebolleres és un conjunt de tres petites cales anomenant-se les altres dues El Redondel i El Sequero.
El seu accés es realitza a peu a través d'un sender que parteix del cementiri de Candás, encara que també s'ha habilitat una altra ruta d'accés a partir de l'Església de la localitat.
No disposa d'equipaments, i l'entorn apareix una mica degradat, de manera que l'assistència de banyistes és pràcticament nul·la.
En els seus voltants es pot practicar la pesca recreativa i les immersions de busseig.